# Kévin Monzialo
Kévin Monzialo (Pontoise, 2000. július 28. –) francia korosztályos válogatott labdarúgó, az osztrák St. Pölten csatárja.

## Pályafutása

### Klubcsapatokban
Monzialo a franciaországi Pontoise városában született. Az ifjúsági pályafutását a Cergy Pontoise csapatában kezdte, majd 2013-ban a Caen akadémiájánál folytatta. 
2018-ban mutatkozott be a Caen tartalékcsapatában, majd még ebben az évben átigazolt az olasz Juventushoz, ahol egy mérkőzésen sem lépett pályára. A 2019–20-as szezonban a svájci Grasshoppers, míg a 2020–21-es szezon első felében pedig a Lugano csapatát erősítette kölcsönben. 2021. január 22-én a lehetőséggel élve a Lugano csapatához szerződött. Először 2021. február 28-án, a Lausanne-Sport ellen 2–0-ra elvesztett mérkőzés 87. percében Asumah Abubakart váltva debütált. 2022. január 19-én féléves kölcsönszerződést írt alá az osztrák St. Pöltennel. Először a 2022. február 20-ai, Liefering ellen 2–0-ra megnyert mérkőzésen lépett pályára. Első gólját 2022. április 3-án, a Dornbirn ellen 4–3-ra megnyert találkozón szerezte meg. 2022. július 7-én a lehetőséggel élve a St. Pöltenhez szerződött.

### A válogatottban
2018-ban debütált a francia U18-as válogatottban. Először 2018. június 22-én, Törökország ellen 1–0-ra megnyert mérkőzésen lépett pályára.

## Statisztika
2022. szeptember 16. szerint.
| Klub                    | Szezon   | Bajnokság        | Bajnokság | Bajnokság | Kupa  | Kupa  | Nemzetközi | Nemzetközi | Összesen | Összesen |
| Klub                    | Szezon   | Bajnokság        | Mérk.     | Gólok     | Mérk. | Gólok | Mérk.      | Gólok      | Mérk.    | Gólok    |
| ----------------------- | -------- | ---------------- | --------- | --------- | ----- | ----- | ---------- | ---------- | -------- | -------- |
| Grasshoppers            | 2019–20  | Challenge League | 7         | 0         | 0     | 0     | 0          | 0          | 7        | 0        |
| Lugano                  | 2020–21  | Super League     | 4         | 0         | 1     | 0     | 0          | 0          | 5        | 0        |
| Lugano                  | 2021–22  | Super League     | 3         | 0         | 0     | 0     | 0          | 0          | 3        | 0        |
| Lugano                  | Összesen | Összesen         | 7         | 0         | 1     | 0     | 0          | 0          | 8        | 0        |
| St. Pölten (kölcsönben) | 2021–22  | 2. Liga          | 12        | 1         | 0     | 0     | 0          | 0          | 12       | 1        |
| St. Pölten              | 2022–23  | 2. Liga          | 6         | 0         | 1     | 0     | 0          | 0          | 7        | 0        |
| Összesen                | Összesen | Összesen         | 32        | 1         | 2     | 0     | 0          | 0          | 34       | 1        |

## Sikerei, díjai
Lugano
- Svájci Kupa
  - Győztes (1): 2021–22